# До лудила
До лудила (енгл. Like Crazy) америчка је љубавна драма из 2011. режисера Дрејка Дормуса, који је сценарио за филм написао заједно са Беном Јорком Џоунсом.
Радња прати везу на даљину између Ане, британске студенткиње на размени и њеног америчког колеге Џејкоба, након што је Ани одбијен поновни улазак у Америку јер је нарушила услове визе. Главне улоге тумаче Фелисити Џоунс и Антон Јелчин.
Прича је инспирисана Дормусовом везом са девојком из Лондона, док је он живео у Лос Анђелесу. Уместо класичног сценарија, Дормус и Јорк Џоунс су глумцима дали нацрт од 50 страница, као и слободу да импровизују највећи део дијалога. Филм је сниман четири недеље у Лондону и Лос Анђелесу са буџетом од 250.000 $.
Премијерно је приказан 22. јануара 2011. на Филмском фестивалу Санденс, где је освојио награду жирија. У биоскопима се приказивао од 28. октобра, и зарадио је преко 3.500.000 $. Наишао је на позитиван пријем код већине критичара, који су посебно похвалили изведбе главних глумаца, мада су неки сматрали да је заплет нереалистичан и усиљен.

## Улоге
| Глумац           | Улога              |
| ---------------- | ------------------ |
| Фелисити Џоунс   | Ана Марија Гарднер |
| Антон Јелчин     | Џејкоб Метју Хелм  |
| Џенифер Лоренс   | Саманта            |
| Чарли Бјули      | Сајмон             |
| Финола Хјуз      | Лиз                |
| Оливер Мјурхед   | Вилијам Гарднер    |
| Алекс Кингстон   | Џеки Гарднер       |
| Кили Хејзел      | Сабрина            |
| Крис Месина      | Мајк Еплтри        |
| Бен Јорк Џоунс   | Рос                |
| Џејми Томас Кинг | Елиот              |